# Città della Sierra Leone

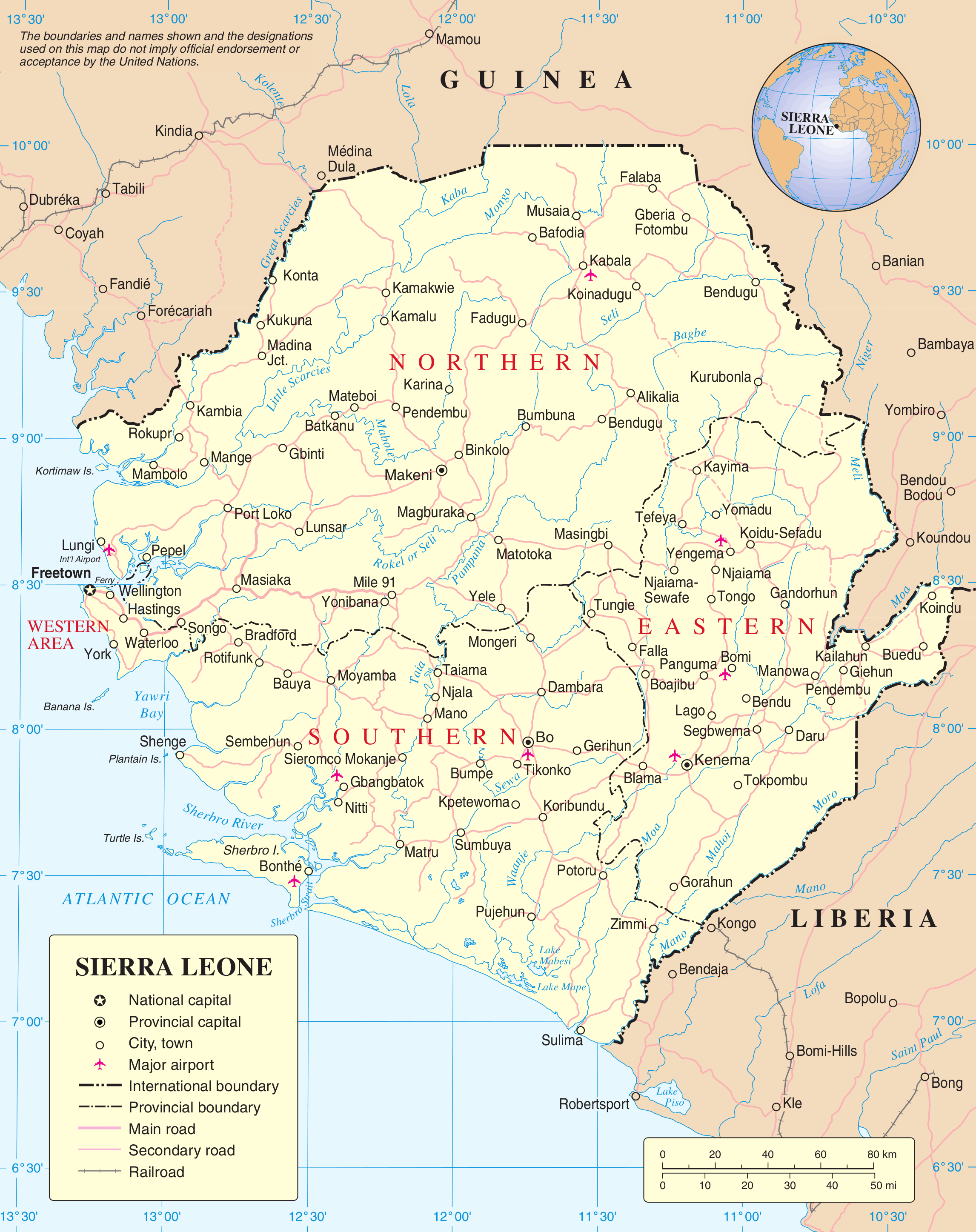
Mappa della Sierra Leone

Lista delle città della Sierra Leone.

## Lista

### Città principali
1. Freetown (1.170.200 abitanti)
2. Bo (243.266 ab.)
3. Kenema (188.463 ab.)
4. Makeni (112.489 ab.)
5. Koidu Town (111.800 ab.)

### Altre città importanti
- Wangechi
- Kalewa
- Magburaka
- Kabala
- Port Loko
- Moyamba
- Kailahun
- Bonthe
- Waterloo
- Kambia

### Località e villaggi
- Alikalia
- Binkolo
- Daru
- Falaba
- Gbinti
- Kamakwie
- Kaima
- Koindu
- Lungi
- Lunsar
- Madina
- Mange
- Mano
- Matru
- Momaligi
- Neil
- Pepel
- Pendembu
- Shenge
- Sulima
- Sumbaria
- Taiama
- Tongo
- Tumbu
- Worodu
- Yana
- Yele
- Yengema
- Yonibana